# دریاچه باتتی
دریاچه باتتی (گرجی: ბატეთის ტბა) یک دریاچه رانش زمین بر روی رودخانه باتیستسکالی است که در نزدیکی روستای کودمانی در دره رودخانه دزاما در شهرداری کارلی، در منطقه شیدا کارتلی کشور گرجستان است.  
مساحت دریاچه تنها ۰.۰۲ کیلومتر مربع است. بیشینه ژرفای ۱۲ متر است.

## نگارخانه

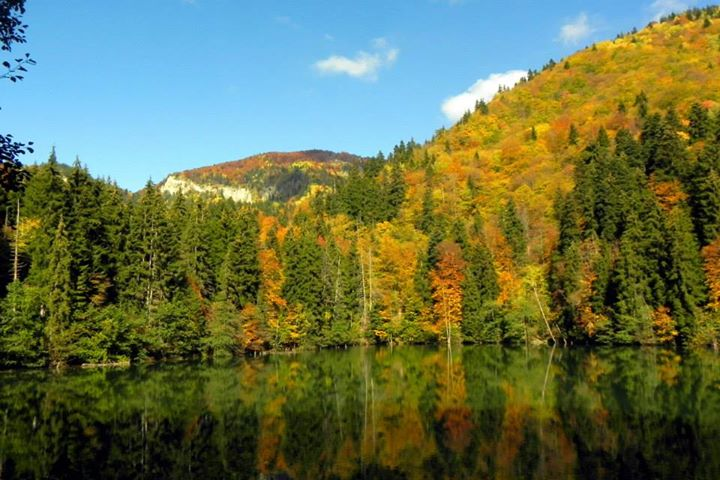
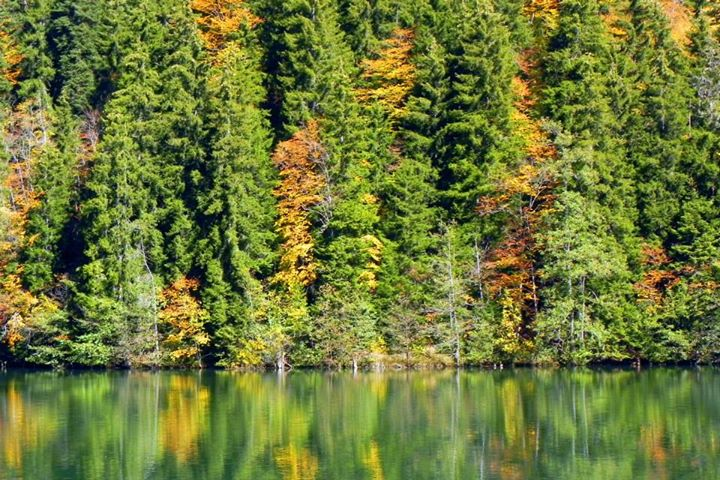
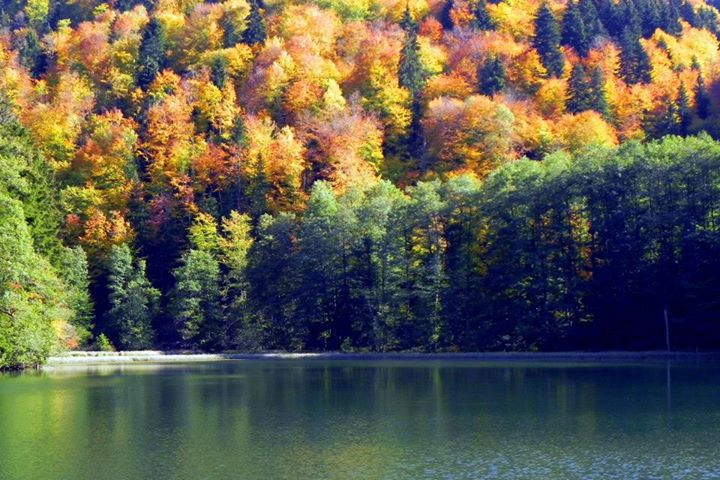